# Villa Carnap

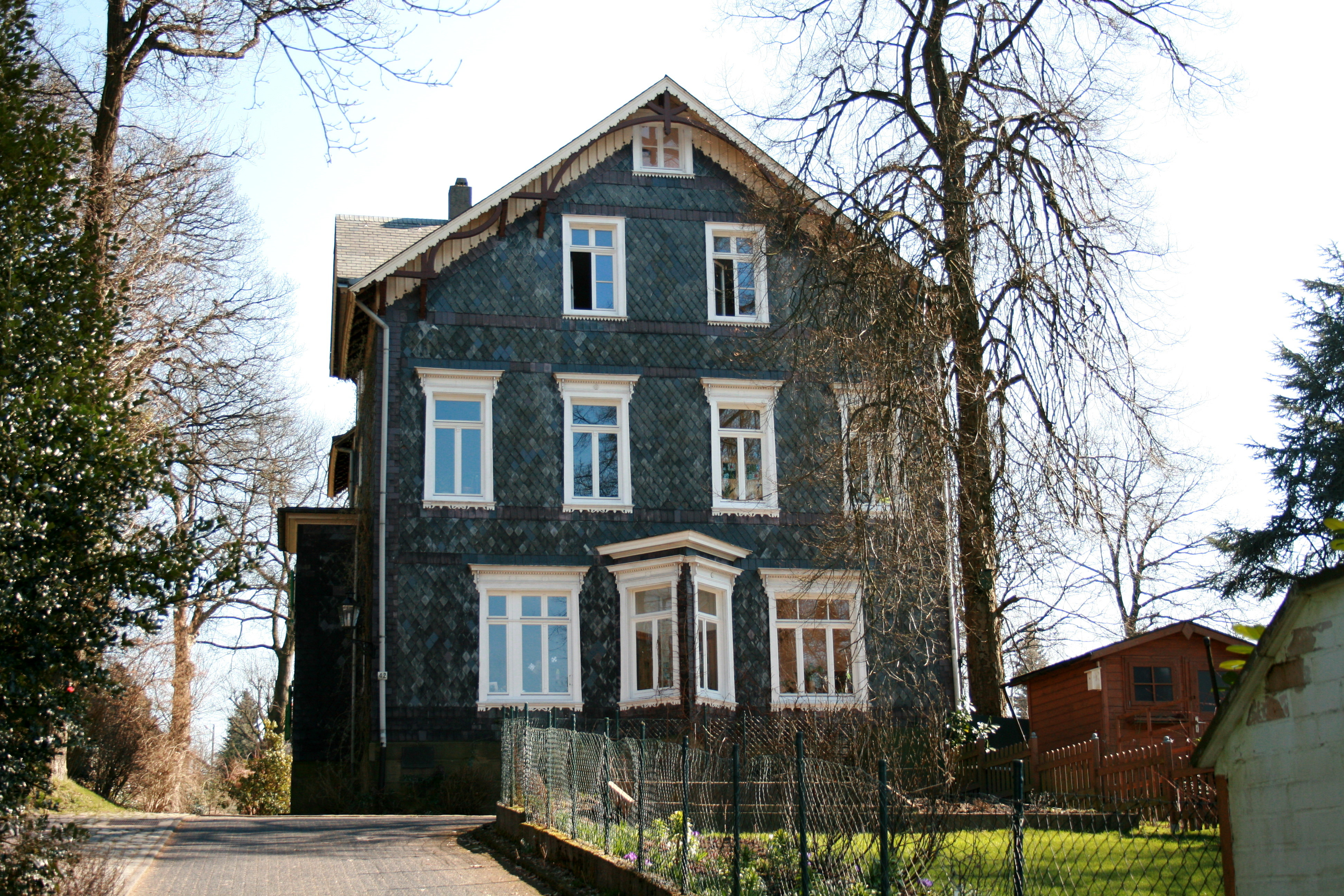
Villa Carnap

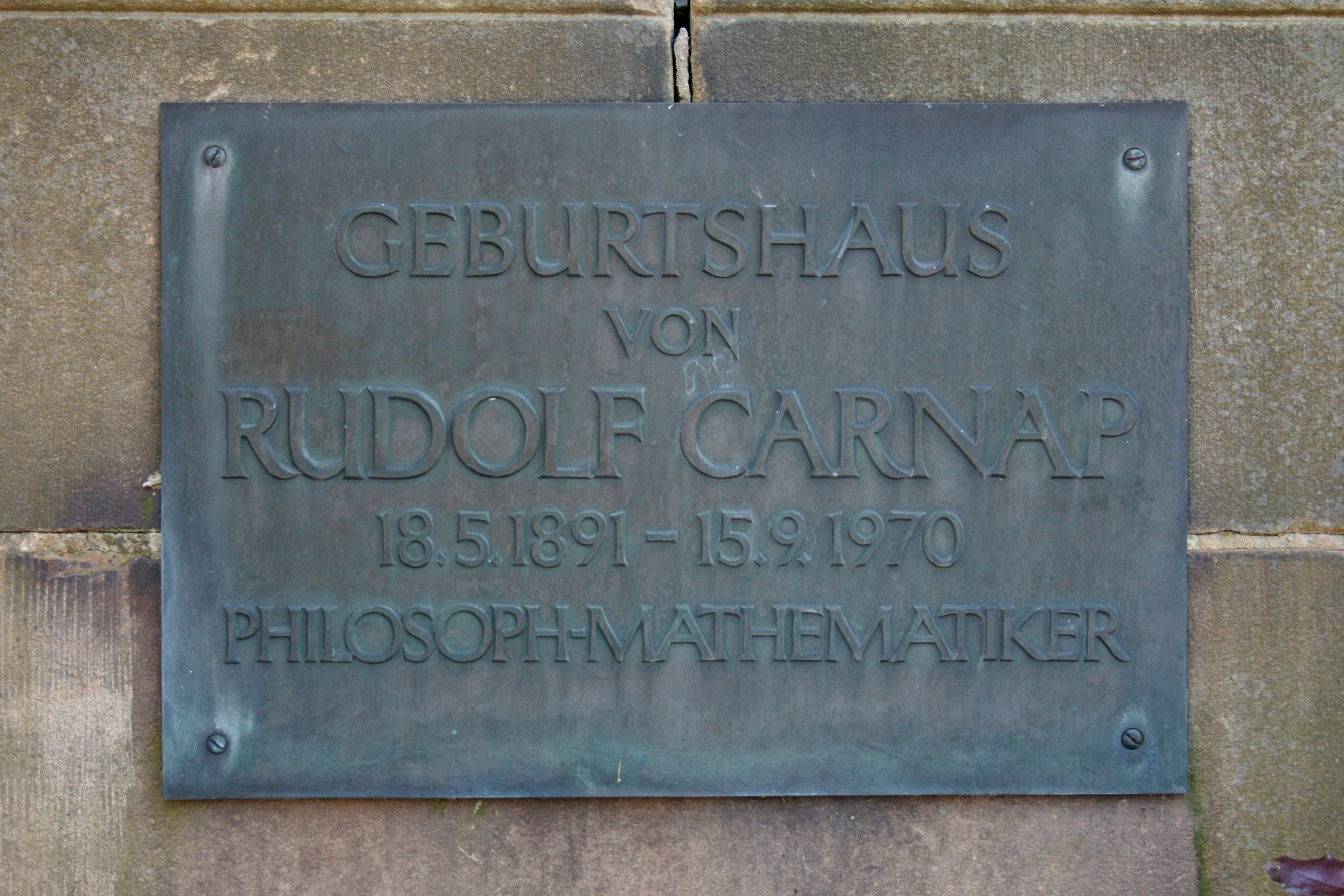
Gedenktafel am Haus

Die Villa Carnap ist ein verschiefertes Fachwerkhaus in Wuppertal-Ronsdorf im Wohnquartier Ronsdorf-Mitte/Nord. Es befindet sich in der Straße In der Krim, Hausnummer 42. Die Stadtvilla liegt „in zweiter Reihe“ etwa 50 Meter von der Straße entfernt, ist umgeben von hohem Baumbestand und grenzt unmittelbar an die Ronsdorfer Anlagen. Das zweieinhalbgeschossige Haus wurde im Jahre 1890 von Johannes Sebulon Carnap in der damaligen Waldstraße erbaut. Es steht heute unter Denkmalschutz und wird bewohnt. Die Villa besitzt einen annähernd rechteckigen Grundriss mit einigen Erkern und ornamentalen Verzierungen an den Fensterfriesen und Giebeltraufen.
Die Villa Carnap ist das Geburtshaus des Philosophen Rudolf Carnap, der hier am 18. Mai 1891 geboren wurde. Hieran erinnert eine Bronzetafel, die sich am Haus befindet. Ein weiterer Bewohner der Villa war der Kommunalpolitiker Otto Kreitz.